# 42M Toldi II
A 42M Toldi, vagy Toldi II egy magyar fejlesztésű könnyűharckocsi-típus. Általában felderítésre használták, mely célra kiválóan megfelelt, a páncélosok elleni harcban azonban nem jeleskedett. A hadseregben használatos megnevezése 38M Toldi hk. B.20 és -B.40 volt, a beépített fegyverzet szerint.

## A 42M Toldi tervezése
A harckocsi elődjét, a 38M Toldi vagy Toldi I elnevezésű harckocsit 1938-ban kezdték tervezni a svéd Landsverk L–60 páncélos licence alapján. A 42M Toldi csupán abban különbözött elődjétől, hogy a Toldi I R-5 típusú rádiójának ívantennája, míg a Toldi II R-5/a készülékének botantennája volt, továbbá a gyenge német torziós rugók helyett magyar gyártmányokat építettek be.

## A 42M Toldi gyártása
A 38M Toldiból a Honvédelmi Minisztérium megrendelésére 1939 telén a Ganz és a MÁVAG üzemeiben 80 db-ot kezdtek gyártani. 1940-ben a Toldi II-ből 110 db-ot rendelt a HM, melyeket szintén leszállítottak a gyárak.

## A Toldi B/40
A Toldikat ezidáig 20 mm-es nehézpuskával szerelték fel (ezért néhány helyen a 38M Toldit Toldi A/20-nak, a 42M Toldit B/20-nak nevezik). A Toldi B/40 egy 40 mm-es harckocsiágyúval és vastagabb páncélzattal ellátott Toldi II változat. Habár a 40 mm-es löveg átütőereje a modern szovjet harckocsik (T–34, KV–1) ellen nem volt elégséges, a 20 mm-es nehézpuskánál mégis jobb fegyvernek számított. A megvastagított páncélzat ellenére a Toldi B/40 nem volt ellenfél a szovjet harckocsik és páncéltörő lövegek számára, sőt, még a gyalogsági páncéltörő puskák is kilőhették őt. Mindezek ellenére a "foltozott" Toldik (ahogy a kezelőszemélyzetük becézte őket) a magyarországi harcok idején számtalanszor törtek borsot az ellenség orra alá. A Toldi tulajdonságait a németek foglalták össze a legjobban, amikor a harckocsit "Papierpanzerkampfwagen"-nek, azaz "papírpáncélosnak" nevezték.

## A Toldi III
A Toldi harckocsik utolsó, módosított sorozatára 1940-ben adott megrendelést a HM. Az új variánson a tapasztalatok alapján a Honvédség számos változtatást igényelt: a helyben megfordulás képessége és a Büssing NAG L8V/36TR motor cseréje alapkövetelmény volt. Ezen változtatások mellett a 40 mm-es löveg megfelelő elhelyezése érdekében a mérnökök módosították a tornyot, így az hosszabb, a hátsó része pedig szélesebb lett. A Toldi III gyártását végül elődei harctéri teljesítményei döntötték el, így az eredetileg 280 db-osra tervezett sorozatból mindössze 12 db-ot rendelt a HM. A fokozódó nyersanyaghiány és a szövetséges bombatámadások miatt gyanítható, hogy az üzemek nem teljesítették a rendelést; nincs dokumentum, amely tanúsítaná, hogy egyetlen Toldi III-at is átadtak volna a csapatoknak.

## A Toldi változatai

### A Toldi páncélvadász
1943 végére a Toldi harckocsik egyáltalán nem feleltek meg a modern követelményeknek. Mivel a Toldi I alváza nem bírt volna el egy nehezebb felépítményt, az egyetlen megoldás a páncélvadásszá való átalakítás volt. A Toldi I harckocsiteknőjére egy hosszú csövű 75 mm-es páncéltörő ágyút terveztek a fejlesztők a német Marder II páncélvadász mintájára. A hátul és felül nyitott tüzelőállást 5–13 mm-es páncéllemezekkel burkolták, mely csupán a repeszek és a gyalogsági fegyverek ellen védte a személyzetet. A jármű hátuljára egy fémdobozt rögzítettek, melyet egyrészt lőszer tárolására használtak, másrészt az orrnehéz jármű egyensúlyban tartását szolgálta. A Toldi többi komponense, futóműve, motorja, rádiója, erőátviteli rendszere változatlan maradt. A páncélvadász maximális sebessége úton 50 km/h volt. A járműből egyetlen prototípus épült, mely tesztelésre is került. A Toldi páncélvadász nem teljesített volna jól a harcmezőn, magas felépítménye és gyenge páncélzata miatt gyorsan áldozatul esett volna a szovjet harckocsiknak vagy páncéltörő lövegeknek.

### 43M Toldi egészségügyi harckocsi
1943 őszén készült el, feladata a sebesültek a csatamezőről való gyors kijuttatása és gyors orvosi segítség nyújtása volt. A Toldi I alapjain nyugvó páncélos toronynyílását kiszélesítették, a küzdőteret pedig a speciális feladatnak megfelelően átalakították. A harckocsi megtartotta eredeti 20 mm-es nehézpuskáját, bár lőszerjavadalmazása 208-ról 184-re csökkent. A Ganz gyár a prototípus tesztjei után 9 db-ra kapott megrendelést, melyeket 1944 nyarára szállított le. Az átalakított Toldi páncélosok részt vettek a harcokban, ám alkalmazásukról csak töredékes információk maradtak fenn